# Municipio de San Juan Sayultepec
El municipio de San Juan Sayultepec (del náhuatl: zayolin, tepetl, c ‘mosca, cerro, en’‘En el cerro de las moscas’) es uno de los 570 municipios que conforman al estado mexicano de Oaxaca. Pertenece al distrito de Nochixtlán, dentro de la región mixteca. Su cabecera es la localidad homónima.

## Geografía
El municipio abarca 15.14 km² y se encuentra a una altitud promedio de 2090 m s. n. m., oscilando entre 2200 y 2000 m s. n. m.
Colinda al norte con los municipios de Santiago Tillo y San Andrés Simaxtla, al oeste con Asunción Nochixtlán y San Mateo Etlatongo, al sur con San Francisco Chindúa y al oeste con San Pedro Topiltepec y Santiago Tillo.

### Fisiografía
San Juan Sayultepec pertenece por completo a la subprovincia de la Mixteca alta, dentro de la provincia de la Sierra Madre del Sur. El 95% de su territorio se encuentra en el sistema de topoformas del Valle de laderas tendidas con lomerío y el 5% restante en la Sierra baja compleja con cañadas.

### Hidrografía
El municipio se encuentra por completo en la subcuenca del río Sordo, dentro de la cuenca del río Atoyac, que pertenece a la región hidrológica de Costa chica-Río Verde. Al oeste de San Juan Sayultepec pasa el río Yanhuitlán y al este el río Chachoapan.

## Clima
El clima del municipio es templado subhúmedo con lluvias en verano en la mayor parte de su territorio, solo en el 2% del mismo el clima es semiseco templado. El rango de temperatura promedio es de 16 a 18 grados celcius y el rango de precipitación es de 600 a 1000 mm.

## Demografía
De acuerdo al último censo, realizado por el INEGI en 2010, en el municipio habitan 764 personas, repartidas entre 4 localidades. Del total de habitantes de San Juan Sayultepec, solo 11 personas dominan alguna lengua indígena.

### Grado de marginación
De acuerdo a los estudios realizados por la Secretaría de Desarrollo Social en 2010, el 18% de la población del municipio vive en condiciones de pobreza extrema. El grado de marginación de San Juan Sayultepec es clasificado como Medio.

## Política
El municipio se rige mediante el sistema de usos y costumbres, eligiendo gobernantes cada tres años de acuerdo a un método establecido por las tradiciones de sus antepasados.